# Bernhard Rohleder
Bernhard Rohleder (* 12. April 1965 in Neunkirchen/Saar) ist ein deutscher Politikwissenschaftler. Er ist seit der Gründung des Bitkom e. V. im Oktober 1999 dessen Hauptgeschäftsführer. Bitkom vertritt nach eigenen Angaben mehr als 2.200 Unternehmen der digitalen Wirtschaft.

## Leben
Rohleder schloss 1984 die Schule mit dem Abitur am Leibniz-Gymnasium in St. Ingbert ab. Später studierte er Politikwissenschaft an der Universität des Saarlandes und am Pariser Institut d’Etudes Politiques. Dort schloss er sein Studium 1991 mit einem Diplôme d’Etudes Approfondies (DEA) mit einer Arbeit zum Einfluss der Umweltproblematik auf die internationalen Beziehungen ab. Er promovierte 1996 an der Freien Universität Berlin mit einer Dissertation zur internationalen Sonderabfallwirtschaft zum Dr. rer. pol. Rohleder lebt in Brandenburg, ist verheiratet und hat ein Kind.

## Beruflicher Werdegang
Seine berufliche Laufbahn begann Rohleder 1987 bei der ZF Friedrichshafen GmbH in der Niederlassung Saarbrücken. Nach kurzen Stationen beim Presseverlag Ploetz in Berlin und dem brandenburgischen Wirtschaftsministerium in Potsdam wechselte Rohleder 1994  zum Fachverband Informationstechnik im VDMA und ZVEI in Frankfurt/Main, wo er zunächst als Pressesprecher und Assistent der Geschäftsführung tätig war. 1997 übernahm Rohleder dort die Position des Stellvertretenden Geschäftsführers und kurz darauf jene des Geschäftsführers.
1997 wurde Rohleder parallel zum Generalsekretär des europäischen Spitzenverbands der IT-Branche, Eurobit, bestellt. Unter seiner Leitung wurde Eurobit im Jahr 2000 mit dem europäischen Verband der kommunikationstechnischen Industrie Ectel zur neuen Spitzenorganisation Digital Europe fusioniert. Anschließend vertrat Rohleder die deutsche Digitalbranche im dortigen Vorstand und schied 2006 turnusgemäß aus. Von 1997 bis 1998 führte er das rollierende Generalsekretariat des Weltverbands der IT-Industrie International Information Industry Congress (IIIC). Von 1997 bis 2005 leitete Rohleder als Geschäftsführer das Marktforschungsinstitut European Information Technology Observatory (EITO/EEIG). Im Oktober 1999 wurde der Digitalverband Bitkom als Zusammenschluss von vier Branchenverbänden in Berlin gegründet. Seitdem ist Rohleder Hauptgeschäftsführer des Bitkom.
Rohleder setzt sich u. a. gegen ein Leistungsschutzrecht für Verlage und gegen Upload-Filter ein. Er plädiert für die Abschaffung des NetzDG, für mehr internationale Zusammenarbeit in Fragen der Cybersicherheit und den Einsatz digitaler Medien in der Bildung.

## Weitere Aktivitäten und Ehrenämter
- Aufsichtsratsmitglied der Berliner Verkehrsbetriebe BVG (2019 bis 2024)[10][11]
- Mitglied des Expertenbeirats Klimaschutz in der Mobilität beim Bundesministerium für Digitales und Verkehr[12]
- Mitglied des Rats der Agora Verkehrswende[13]
- Mitglied der Arbeitsgruppe 1 der Nationalen Plattform Zukunft der Mobilität[14]
- sachverständiges Mitglied der Enquête-Kommission Internet und digitale Gesellschaft des Deutschen Bundestages in der 17. Legislaturperiode[15]